# Firefly Alpha
 Firefly Alpha (Firefly α) è un veicolo di lancio non riutilizzabile a due stadi sviluppato dalla compagnia aerospaziale americana Firefly Aerospace per competere nel mercato commerciale del lancio di piccoli satelliti . Alpha ha lo scopo di fornire delle opzioni di lancio sia per i veicoli full share che per i clienti rideshare.

## Design
Alpha è stato inizialmente progettato con un primo stadio alimentato da un motore FRE-2, che consisteva in dodici ugelli disposti in una configurazione aerospike . Il motore utilizzava metano, a differenza dell’RP-1. Il secondo stadio doveva usare il motore FRE-1, che sfruttava un ugello a campana convenzionale. avrebbe dovuto lanciare 400 kg in bassa orbita terrestre.
Dopo la riorganizzazione aziendale di Firefly, Alpha è stato riprogettato. Il veicolo ora utilizza due stadi, entrambi di 1,8 m di diametro, riempiti con propellente RP-1 / LOX (Kerolox). Il corpo principale del razzo è costruito utilizzando un materiale composito di carbonio.
Il primo stadio di Alpha è alimentato da quattro motori Reaver, offrendo 801 kN di spinta. Il secondo stadio è alimentato da un motore Lightning, che eroga 70.1kN di spinta. Lightning è stato acceso per quasi 5 minuti di fila il 15 marzo 2018 durante una prova a lunga durata. Il motore è stato testato al banco di prova 1 di Firefly a Briggs, in Texas .
Alpha è completamente costruito con un composito in fibra di carbonio.
Nel marzo 2018, Firefly ha dichiarato che lo sviluppo di Alpha avrebbe avuto un costo di circa $ 100 milioni. La compagnia sta inoltre sviluppando un futuro razzo, Firefly Beta, che inizialmente consisteva in tre core stage Alpha legati insieme. Tuttavia, nell'ottobre 2019, Firefly ha annunciato in collaborazione con Aerojet Rocketdyne, che ora sarà un razzo single core alimentato dal motore AR1 costruito dalla Rocketdyne.

## Destinazione d'uso
Alpha è progettato per lanciare un carico utile di 1.000 kg In un'orbita terrestre bassa di 200 km o un carico utile di 600 kg su un'orbita Eliosincrona 500 km, adatto per i CubeSats e altri piccoli carichi utili . I payload primari possono essere integrati da soli o con un payload secondario, con capacità di fino a 6 CubeSats.
Nel 2015 la NASA ha assegnato a Firefly Aerospace un contratto da 5,5 milioni di dollari per lo sviluppo di Alpha, in modo da consentire un più facile accesso al mercato dei piccoli satelliti.
Firefly Aerospace prevede di utilizzare un impianto di integrazione orizzontale (HIF) per integrare i payload.
Alpha intende inoltre essere un concorrente diretto del PSLV indiano.

## Basi di lancio
Firefly Aerospace prevede di utilizzare la rampa di lancio SLC-2W, la quale era precedentemente utilizzata per i lanciatori Delta e Thor-Agena insieme ai Delta II. Inoltre Firefly sta pianificando l’uso della rampa della Cape Canaveral Air Force Station SLC-20.
Il primo lancio di Alpha è previsto per la prima metà del 2020 e Firefly punta ad avere capacità produttiva per supportare il lancio di due veicoli Alpha al mese entro il primo trimestre del 2021.

## Lanci pianificati
| Data / ora ( UTC ) | Razzo, </br> configurazione                                                                                | Avvia il sito     | Carico utile                                                                                  | Orbita                              | Cliente                                                    |
| ------------------ | --- | ----------------- | --------------------------------------------------------------------------------------------- | ----------------------------------- | ---------------------------------------------------------- |
| 20 aprile 2020     | Firefly Alpha                                                                                              | Vandenberg SLC-2W | FOSSASAT-1B, FOSSASAT-2, MAGNETO, Qubik 1/2, Genesis N / L e possibilmente altri CubeSats.    | 300 km circolare, inclinazione 97 ° | Fossa Systems, University of Southern California; gratuito |
| 20 aprile 2020     | Volo inaugurale della Firefly Alpha; trasporterà vari carichi utili nell'ambito della loro missione DREAM. |                   |                                                                                               |                                     |                                                            |
| Q4 2020            | Firefly Alpha                                                                                              | Vandenberg SLC-2W | Carbonite 4                                                                                   | LEO                                 | SSTL                                                       |
| Q4 2020            | Carbonite è un dimostratore della tecnologia di microsatellite per osservazione della Terra (~ 100 kg).    |                   |                                                                                               |                                     |                                                            |
| Q4 2021            | Firefly Beta                                                                                               | Vandenberg SLC-2W | style="background: #EFEFEF; color: black; vertical-align: middle; text-align: center; " \|TBA |                                     |                                                            |
| Q4 2021            | Volo inaugurale della beta di Firefly                                                                      |                   |                                                                                               |                                     |                                                            |